# Eichelbergtunnel

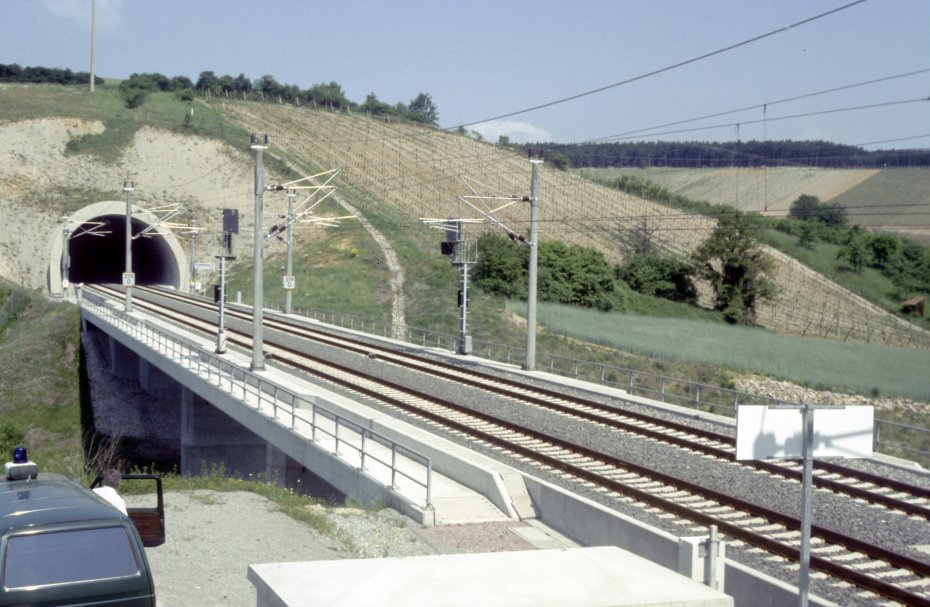
Das Südportal mit vorgelagerter Bärntal-Talbrücke

Der Eichelbergtunnel ist ein 1869 m langer Eisenbahntunnel der Schnellfahrstrecke Hannover–Würzburg zwischen den unterfränkischen Gemeinden Leinach und Erlabrunn. Er unterquert den Eichelberg und trägt daher seinen Namen.

## Verlauf
Die Trasse beschreibt in südlicher Richtung zunächst eine Linkskurve von 15.000 m Kurvenradius und verläuft anschließend, bis zum Südportal, in einer Gerade. Die Gradiente fällt dabei durchgehend mit 12,5 Promille Richtung Würzburg ab.

## Geschichte

### Planung
Der Planungsstand von Ende 1977 sah zwei getrennte Tunnel vor: Auf einen 1220 m langen Tunnel unter dem Eichelberg sollte, nach einem kurzen Einschnitt, ein weiterer Tunnel von 413 m Länge folgen. Trasse und Gradiente entsprachen dabei dem später als ein Tunnel realisierten Entwurf. Im Bereich des Südportals des kürzeren Tunnels war jedoch ein Übergang eine Linkskurve von 10.000 m Radius vorgesehen.
In der Planungs- und Bauphase lag das Bauwerk in den Baukilometern 300 bis 302 der Strecke.

### Bau
Im Oktober 1983 begannen bauvorbereitende Maßnahmen. Die geplante Länge des Tunnels lag dabei bei 1850 m.
Der Tunnel war von Marianne Strauß, der Ehefrau des damaligen bayerischen Ministerpräsidenten Franz Josef Strauß, am 8. Dezember 1983 angeschlagen worden. Nachdem die Tunnelpatin wenige Monate nach der Anschlagsfeier gestorben war, schlug ihre Tochter Monika Hohlmeier die Röhre am 9. Oktober 1984 (andere Quelle: 10. Oktober 1984) feierlich durch. Ministerpräsident Strauß hielt eine Eröffnungsrede und wies dabei darauf hin, dass neben Fahrrad und Brieftaube nur der Heißluftballon umweltfreundlicher als die Eisenbahn sei. Der Tunnel wurde während der Bauphase als Marianne-Tunnel bezeichnet.
Die sich südlich an den Espenlohtunnel anschließende Röhre wies bezogen auf ihre Länge aufgrund günstiger geologischer Verhältnisse die kürzeste Bauzeit im Südabschnitt Fulda–Würzburg der Neubaustrecke auf. Die Baukosten betrugen rund 30 Millionen D-Mark.
Mit dem Bau des Tunnels war eine Arbeitsgemeinschaft beauftragt worden, die bis Ende 1984 Aufträge für den Bau von insgesamt fünf Tunneln an der Strecke mit einer Gesamtlänge von neun Kilometern erhalten hatte. Er wurde von den Unternehmen Kunz, Züblin und Kronibus gebaut.

## Technik
Im Tunnel stehen zwei Vorsignale der Überleitstelle Espenloh sowie vier Blockkennzeichen.